# حالة هاواي القانونية
الحالة القانونية في هاواي - على عكس الحالة السياسية - هي قضيةٌ قانونيةٌ مبتوتٌ فيها حسب قانون الولايات المتحدة، ولكن ثمّ جدالٌ قانونيٌّ وفكريٌ حولها. وبينما يُعترف بهاواي عالميًا على أنها ولاية أمريكية وتلقى قبولًا واسعًا على هذا الأساس حسب الفهم السائد، توجد مقالاتٌ مكتوبة تنكر شرعية هذه الحالة. وتكون حجتهم باعتبار هاواي دولة مستقلة خاضعة لاحتلال عسكري. رُفِعت شرعية سلطة الولايات المتحدة الأمريكية على هاواي في الطرف الخاسر من القضايا في المحكمة العليا والمحكمة المحلية للولايات المتحدة الأمريكية.

## خلفية
سكن الجزر المعروفة حاليًا باسم هاواي مستكشفون بولينيسيون في نحو العام 350 بعد الميلاد. يُشار إلى السكان الأصليين بالهاوائيين الأصليين (باللغة الهاوائية: kānaka maoli). وبعد حلول عام 1778 ووصول جيمس كوك، حصلت تغييراتٌ كبيرةٌ بأعداد السكان وتوحدت الجزر في النهاية تحت قيادة كاميهاميها الأول في عام 1795. وفي غضون مئة عام من تأسيس مملكة هاواي، تسبّب التأثير السياسي والديني الأمريكي بتراجع سلطات الملوك الأصليين، مؤديًا في النهاية إلى الإطاحة بالمملكة في يناير عام 1893.

### التحقيق الرئاسي الأمريكي (بلونت) 1893
أُنشئت حكومةٌ انتقاليةٌ تفضّل الضم. رفض الرئيس الأمريكي جروفر كليفلاند الحكومة الانتقالية بسبب الإطاحة غير القانونية بدولة مستقلة وطالب بإعادة الملكة ليليأوكالاني إلى مكانها الصحيح كحاكمة لمملكة هاواي. رفضت الحكومة الجديدة هذا الأمر وأُعلنت بدلًا عن ذلك جمهورية هاواي. أرسل كليفلاند عضو الكونغرس الأمريكي عن ولاية جورجيا جيمس هندرسون بلونت للتحقيق في المسألة. بعد انتهاء التحقيق، أصدر بلونت تقريرًا من 1342 صفحة في 17 يوليو عام 1893، والذي سمى الانقلاب بـ«العمل الحربي» ضد دولة صديقة ومستقلة، وأوصى الولايات المتحدة الأمريكية باتخاذ الإجراءات المناسبة من أجل استعادة مملكة هاواي. أوصت حكومة كليفلاند –ولا سيما وزير الخارجية غريشام- بإخراج المغتصبين من السلطة بشكل إجباري لكنه عادل. غير أن الإدارة نُصحت بإمكانية حاجة الأمر إلى إعلان الحرب. وكان من غير المرجح إقرار الكونغرس مثل هذا الإجراء بحق مواطنيه.

### محاولات كليفلاند للاستعادة
أيد كليفلاند رغم كل هذا التدخل العسكري. وفي هذه الأثناء، سأل وزير هاواي ألفريد ويليز الملكة فيما إذا كانت ستعفو عن المغتصبين في حال استعادة هاواي. صرحت الملكة أنها مُلزمةٌ قانونيًا باتباع دستور 1887 (ومن المفارقات أن العديد من المغتصبين أنفسهم أجبروا أخاها كالاكاوا على هذا الدستور)، والذي ينص على إما النفي أو القتل كعقوبة على الخيانة. أبلغ ويليز الرئيس كليفلاند أنها قد أخبرته بأنه يجب «قطع رأس المتآمرين». وسرعان ما أشعلت الصحافة الوضع، إذ كتبت تقارير ذكرت فيها أن الملكة تنوي قطع رأس كل شخص أبيض في هاواي. وكانت ردود الفعل هائجةً بين البيض في هونولولو وواشنطن، فأُجبر كليفلاند على التخلي عن مسار عمله، بتسلميه القضية إلى الكونغرس، الذي اعترف بالجمهورية بسبب تعبه من الصراع وافتقاره إلى وسائل استعادة الملكة بدون المخاطرة بالفشل.
أوقف كليفلاند دعمه للملكة. وكان وضعه السياسي يهتز أكثر فأكثر. إن كلًا من مواقف كليفلاند القوية اتجاه الغطاء الذهبي، والمحافظة على المعاهدات مع السكان الأمريكيين الأصليين (إذ استعاد في إحدى الحالات أربعة ملايين فدان لشعوب نيباغو وكروكريك، مما أثار غضب عشرات الآلاف من الأمريكيين المستوطنين الذين تجمعوا استعدادًا لاحتلالهم)، وضد الإمبريالية والمشاركة في نيكارغوا، بالإضافة إلى العديد من الجدالات الشخصية، وأخيرًا محاولته الكارثية للتدخل في إضراب بولمان تركته غير قادر بالمطلق على القيام بالأعمال الجدلية، وخاصةً عندما أصبح الوضع متقلّبًا.

### تحقيق مجلس الشيوخ (مورغان) 1894
سعت عناصر مجلس الشيوخ الأمريكي غير الراضية عن نتائج بلونت، والمؤيدة للضم، للبحث عن وجهة نظر آخرى. في عام 1894، أرسلت لجنة مجلس الشيوخ الأمريكي للعلاقات الخارجية العضو جون تايلر مورغان للقيام بتحقيق آخر. أُرسل مورغان من أجل تحدي قرارات بلونت، وقد كان مؤيدًا قويًا لسياسة العزل وغراند دراغون (تنين أكبر) سابق في كو كلوكس كلان وطرح استخدام هاواي كموقع بديل لنقل السود (إلى جانب الفلبين، وكونغو، وكوبا). برّأ تقرير مورغان الجيش الأمريكي من المسؤولية المباشرة، من خلال مقابلة المستوطنين القوقازيين بشكل رئيسي، ومصادقة منظِّم الانقلاب لورين ثورستون، والتأكيد على القيمة الاستراتيجية لهاواي. وعلى الرغم من عدم قبول مجلس الشيوخ الأمريكي للتقرير نهائيًا، فإنه استُخدم في السنوات التالية لتبرير أفعال الولايات المتحدة. وفي هذه الأثناء، وبّخت حكومة كليفلاند الوزير ستيفنز وأجبرته على الاستقالة بسبب دوره غير المفوض به في الانقلاب. لم يعارض ستفينز هذا الأمر، إذ مات طفله غرقًا في ولاية مين بعد ثلاثة أيام فقط من الإطاحة بالحكم، الحدث الذي أوقعه في اكتئاب عميق. ومن ثمّ برّأه تقرير مورغان قبل فترة قصيرة من وفاته في عام 1895. تلقى ستيفنز أيضًا طقم شاي من الفضة مصنوع من العملات المعدنية المصهورة لمملكة هاواي كتعبير عن شكر الحكومة الانتقالية الجديدة، والذي ماتزال ذريته تعتني به كتحفة إلى الآن.